# Solidarisk Alternativ
Solidarisk Alternativ er et dansk politisk parti, der blev stiftet 19. september 1993 på initiativ af Niels I. Meyer og Villo Sigurdsson.
Solidarisk Alternativ, der betegner sig selv som et græsrodsparti, er et centrum-venstre parti. Frem til valget i 2001 var Lars Hutters partiets repræsentant i Københavns Borgerrepræsentation. Partiet har også stillet op i andre kommuner og ved amtsrådsvalg. Partiet er aldrig blevet opstillingsberettiget ved valg til Folketinget.
| Politisk parti | Spire Denne artikel om et politisk parti eller gruppe er en spire som bør udbygges. Du er velkommen til at hjælpe Wikipedia ved at udvide den. |